# Astrid Heeren

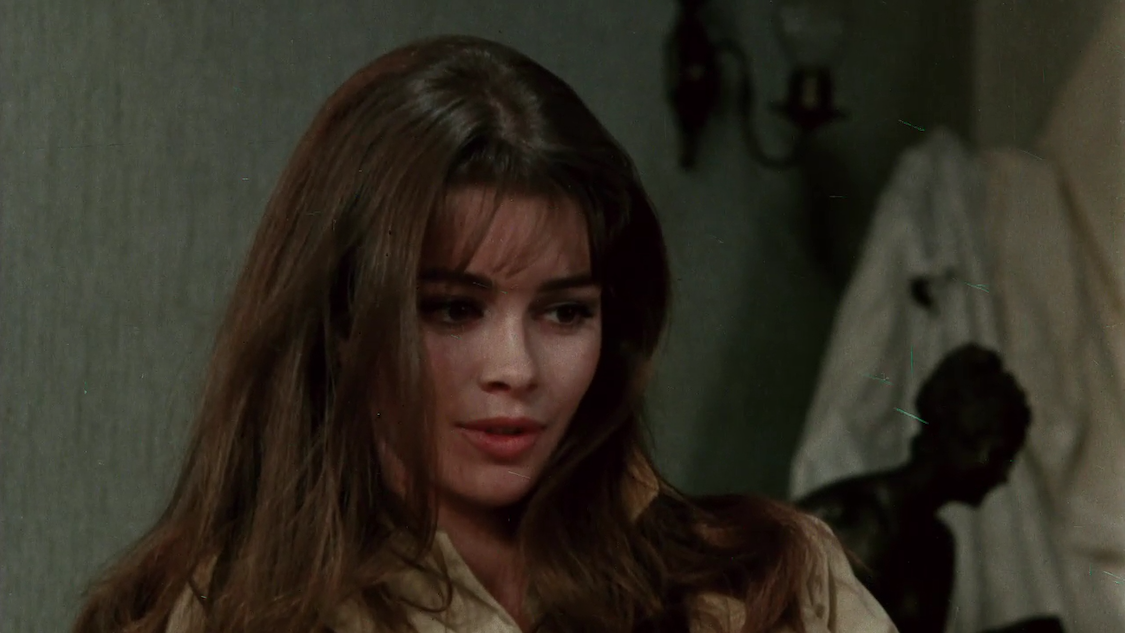
Astrid Heeren im Slasher-Film Haus des Todes

Astrid Heeren (* 29. Januar 1940 in Mannheim) ist eine deutsche Schauspielerin und Model. Sie gilt als eines der gefragtesten Fashionmodels der 1960er Jahre. Internationale Berühmtheit erlangte sie vor allem durch die Rolle der Gwen in Thomas Crown ist nicht zu fassen.

## Leben

### Kindheit und Jugend
Astrid Heeren wuchs in ihrem Geburtsort Mannheim als Enkelin eines Architekten und einer Juristin auf. Dort besuchte sie das Liselotte-Gymnasium. Heeren galt als eine gute Schülerin, dennoch entschieden ihre Eltern sich dazu, sie nach der Obersekunda aus der Schule zu nehmen. Daraufhin absolvierte sie eine Ausbildung zur technischen Zeichnerin bei BBC. Diese schloss sie mit Auszeichnung ab. Anschließend besuchte sie die Kunstakademie Karlsruhe. Dort wurde sie von ihren Professoren als „ungeheures Talent“ beschrieben.

### Karriere
Astrid Heeren schloss die Kunstakademie nicht ab und zog nach Paris, um international Karriere zu machen. Für ein Fotoshooting wurde sie 1961 von der Vogue nach Mexiko geschickt. Zurück in Paris wurde sie von Roger Vadim entdeckt und erhielt eine Rolle in dessen Film Laster und Tugend. Zeitweise schlug sie viele Filmangebote aus, um die Welt zu bereisen und verdiente ihr Geld als Fotomodell für Zeitschriften wie Vogue, Harper’s Bazaar und Petra. Es folgten weitere amerikanische Produktionen wie Thomas Crown ist nicht zu fassen (1968) und Das Schloss in den Ardennen (1969). Im Jahr 1972 wirkte sie in Night of the Dark Full Moon mit. Im April 1970 und im Januar 1972 zierte sie das Titelblatt der Cosmopolitan.

## Filmographie
- 1963: Laster und Tugend (Le Vice et la Vertu)
- 1968: Thomas Crown ist nicht zu fassen (The Thomas Crown Affair)
- 1969: Das Schloß in den Ardennen (Castle Keep)
- 1972: Blutnacht – Haus des Todes (Silent Night, Bloody Night)